# Federico Aubele
Federico Aubele (Buenos Aires, 1974) es un músico-compositor argentino cuya música mezcla una amplia variedad de géneros y estilos: dub, electrónica, singer-songwriter. 

## Biografía
Nació y se crio en Buenos Aires y comenzó a interesarse por la música a los 12 años, Se mudó a Berlín (Alemania) en 2002 (durante la crisis económica argentina) y vivió allí durante unos años. Firmó con ESL Music, la firma de Thievery Corporation, en 2003 después de enviarles una maqueta por correo electrónico. Fue en ese año cuando salió a la luz su álbum debut, Gran Hotel Buenos Aires, producido por los propios Thievery Corporation. Su canción “Esta Noche” aparece en el capítulo 8 de la serie de TV Alias y en un episodio de la segunda temporada de la serie The L Word. Después de su periplo en Berlín decidió mudarse a Barcelona (España), donde comenzó a trabajar en su segundo álbum, Panamericana, un título que hace referencia a la influencia de los ritmos del continente americano con en nombre de la autopista Pan-Americana que cruza de norte a sur toda América. El disco fue lanzado en septiembre de 2007 y contó también con la producción de Thievery Corporation. En 2009 publicó Amatoria, un álbum mucho más maduro en el cual incluyó un dúo con Sabina Sciubba, de Brazilian Girls, y la colaboración con Miho Hatori. A fines de 2010 Federico Aubele finalizó su álbum Berlin 13 en autoproducción, el cual fue publicado en marzo de 2011 y tiene una fuerte influencia de música electrónica.
Actualmente reside en Brooklyn, Nueva York. Está casado con la música argentina Natalia Clavier, quien además de tener su propio álbum, Néctar (2008), también participó en los álbumes de Aubele, y en una pieza con Thievery Corporation.

## Discografía

### Álbumes
- Gran Hotel Buenos Aires (2004)
- Panamericana (2007)
- Amatoria (2009)
- Berlín 13 (2011)
- 5 (2013)